# Cechenodes oweni
Cechenodes oweni là một loài tò vò trong họ Ichneumonidae.